# Pinocchio (série télévisée, 2014)
Pinocchio (hangeul : 피노키오 ; RR : Pinokio)  est une série télévisée sud-coréenne diffusée du 12 novembre 2014 au 15 janvier 2015 sur SBS en Corée du Sud avec Lee Jong-suk et Park Shin-hye,,,.

## Synopsis
2000. Gi Ha-myung forme une famille parfaite avec ses parents et son frère Jae-myung. Cette existence idyllique est brutalement remise en question par la mort de son père, Gi Ho-sang, capitaine d'une brigade de pompiers, disparu avec plusieurs de ses hommes dans l'explosion d'une usine. Lorsque le corps de Ho-sang se révèle être introuvable, les médias insinuent que ce dernier serait responsable du drame et en font leur bouc-émissaire. Dans son ambition de révéler un scoop, la journaliste Song Cha-ok affirme que Ho-sang survécu à l'explosion et refuse de réapparaître par culpabilité. Les évènements tragiques s'enchaînent alors au sein de la famille Gi.
Les années passent et Ha-myung (devenu Choi Dal-po) est désormais ami avec la fille de Song-Cha-ok, Choi In-ha. Cette dernière, atteinte du syndrome de Pinocchio qui la fait hoqueter à chaque mensonge, ambitionne malgré tout de devenir journaliste. Malgré une aversion marquée pour la mère de la jeune fille et la presse en général, il décide pourtant de la soutenir et la suit dans ce milieu qu'il méprise...

## Distribution

### Acteurs principaux
- Lee Jong-suk : Choi Dal-po/Gi Ha-myung
  - Nam Da-reum : Gi Ha-myung/Choi Dal-po (jeune)
- Park Shin-hye : Choi In-ha
  - Noh Jung-ui : Choi In-ha (jeune)
- Kim Young-kwang : Seo Beom-jo
- Lee Yu-bi : Yoon Yoo-rae

### Acteurs secondaires
YGN Newsroom
- Lee Pil-mo : Hwang Gyo-dong
- Min Sung-wook : Jang Hyun-kyu
- Kang Shin-il : Lee Young-tak
- Jo Deok-hyun : Jo Won-gu
- Choo Soo-hyun : Im Jae-hwan

MSC Newsroom
- Jin Kyung : Song Cha-ok
- Kim Kwang-kyu : Kim Gong-joo
- Kim Young-hoon : Lee Il-joo
- Im Byung-ki : Yeon Doo-young
- Yoon Seo-hyun : Lee Joo-ho

Famille
- Byun Hee-bong : Choi Gong-pil
- Shin Jung-geun : Choi Dal-pyung
- Kim Hae-sook : Park Rosa
- Yoon Kyun-sang : Ki Jae-myung
  - Shin Jae-ha : Ki Jae-myung (jeune)
- Jung In-gi : Ki Ho-sang, le père de Ha-myung
- Jang Young-nam : la mère de Ha-myung

Acteurs étendues
- Lee Joo-seung : Ahn Chan-soo
- Park Soo-young : Jung Gi-bong
- Yoon Jin-young : pompier
- Yeom Dong-hyun : superviseur d'usine
- Choi Jong-hoon : ouvrier d'usine
- Kim Young-joon : quartier garçon avec syndrome de Pinocchio
- Ahn Sun-young : auteur de la station de diffusion
- Woo Hyun : titulariat enseignant de Dal-po
- Im Do-yoon : Go Ji-hee
- Lee Jung-soo : randonneur perdu
- Hong Hyun-hee : professeur Yoon

### Apparitions
- Im Sung-hoon : présentateur de l'émission de jeu-questionnaire (épisodes 1 et 2)
- Jang Gwang : directeur d'école (épisode 2)
- Jung Woong-in : Min Joon-gook (épisode 2)
- Jang Hang-joon : réalisateurs (épisode 2)
- Kim Min-jung : date perspective aveugle de Dal-po (photo, épisode 3)
- Lee Bo-young : navigation automobile Hye-sung (voix, épisode 3)

## Diffusion
- SBS (2014-2015)
- Youku Tudou
- ONE TV ASIA
- KBFD-TV
- ETTV

## Production
Cette série acteur réunis Lee Jong-suk avec le scénariste Park Hye-ryun et réalisateur de télévision Jo Soo-won, qui avait collaboré un an avant sur I Can Hear Your Voice (2013).

## Réception
| Nombre d'épisodes | Date de diffusion | Titre de l'épisode                                         | Part d'audience moyenne | Part d'audience moyenne         | Part d'audience moyenne | Part d'audience moyenne         |
| Nombre d'épisodes | Date de diffusion | Titre de l'épisode                                         | TNmS Ratings            | TNmS Ratings                    | AGB Nielsen             | AGB Nielsen                     |
| Nombre d'épisodes | Date de diffusion | Titre de l'épisode                                         | Tout le pays (%)        | Région de la capitale Séoul (%) | Tout le pays (%)        | Région de la capitale Séoul (%) |
| ----------------- | ----------------- | ---------------------------------------------------------- | ----------------------- | ------------------------------- | ----------------------- | ------------------------------- |
| 1                 | 12 novembre 2014  | Pinocchio                                                  | 7,8                     | 9,9                             | 7,8                     | 8,4                             |
| 2                 | 13 novembre 2014  | The Ugly Duckling (Le vilain petit canard)                 | 10,6                    | 12,8                            | 9,8                     | 10,8                            |
| 3                 | 19 novembre 2014  | The Snow Queen (La Reine des neiges)                       | 9,4                     | 10,9                            | 9,4                     | 10,9                            |
| 4                 | 20 novembre 2014  | Romeo and Juliet (Roméo et Juliette)                       | 10,6                    | 12,8                            | 10,4                    | 11,8                            |
| 5                 | 26 novembre 2014  | The King Has Donkey Ears (Le roi a des oreilles d'âne)     | 9,2                     | 11,6                            | 10,2                    | 12,2                            |
| 6                 | 27 novembre 2014  | Two Years' Vacation (Deux ans de vacances)                 | 11                      | <14,1                           | 10,4                    | 12,1                            |
| 7                 | 3 décembre 2014   | The Frog in the Well (La grenouille dans un puits)         | 8,9                     | 11,3                            | 8,7                     | 9,6                             |
| 8                 | 4 décembre 2014   | One Lucky Day (Un jour de chance)                          | 10,8                    | 12,7                            | 10,2                    | 11,4                            |
| 9                 | 10 décembre 2014  | The Pied Piper (Le Joueur de cornemuse)                    | 9,2                     | 11,1                            | 10,1                    | 11,9                            |
| 10                | 11 décembre 2014  | The Boy Who Cried Wolf (Le garçon qui criait au loup)      | 10,8                    | 13,2                            | 10,7                    | 12,3                            |
| 11                | 17 décembre 2014  | A Midsummer Night's Dream (Le Songe d'une nuit d'été)      | 11,1                    | 13,3                            | 10,4                    | 11,6                            |
| 12                | 18 décembre 2014  | The Magic Flute (La Flûte enchantée)                       | 11,3                    | 13,5                            | 9,7                     | 10,9                            |
| 13                | 24 décembre 2014  | The Gift of the Magi (Le cadeau des mages)                 | 10,4                    | 12,2                            | 9,8                     | 11,1                            |
| 14                | 25 décembre 2014  | Hansel and Gretel (Hansel et Gretel)                       | 11,6                    | 13,3                            | 10,8                    | 11,7                            |
| 15                | 1er janvier 2015  | Don Quixote (Don Quichotte)                                | 13,3                    | 15,6                            | 12,9                    | 14,6                            |
| 16                | 7 janvier 2015    | The Emperor's New Clothes (Les Habits neufs de l'empereur) | 12,9                    | 15,7                            | 11,8                    | 14                              |
| 17                | 8 janvier 2015    | The Scarlet Letter (La Lettre écarlate)                    | 12,7                    | 15,1                            | 12,9                    | 15,2                            |
| 18                | 14 janvier 2015   | The Red Shoes (Les Chaussons rouges)                       | 12,6                    | 16,0                            | 11,9                    | 13,3                            |
| 19                | 14 janvier 2015   | The North Wind and the Sun (Le vent du nord et le soleil)  | 12,1                    | 15,5                            | 11,3                    | 12,1                            |
| 20                | 15 janvier 2015   | Peter Pan                                                  | 13,6                    | 16,7                            | 13,3                    | 15,1                            |
| Moyenne           | Moyenne           | Moyenne                                                    | 11,0                    | 13,4                            | 10,6                    | 12,1                            |

## Bande-originale
1. 첫사랑 (First Love) - Tiger JK feat. Punch - 3:20
2. 피노키오 (Pinocchio) - Roy Kim - 3:33
3. Non-Fiction - Every Single Day - 4:24
4. 사랑은 눈처럼 (Love Is Like Snow) - Park Shin-hye - 3:19
5. 하나뿐인 사람 (The Only Person) - K.Will - 3:20
6. Kiss Me - Zion.T - 3:09
7. 뜨겁게 나를 (Passionate to Me) - Younha - 3:49
8. 그대 하나로 (You're the One) - Kim Bo-kyung - 3:35
9. 꿈을 꾸다 (Dreaming a Dream) - Park Shin-hye
10. Challenge - Every Single Day - 3:26
11. My Story - Every Single Day - 3:22
12. Tears in the Crowd (Strings) - 4:27
13. Pino Dream (Strings) - 3:52
14. Calm and Passion - 2:57
15. Mysteric Them - 3:04

## Prix et nominations
| Année | Prix                  | Catégorie                                                 | Destinataire                  | Résultat   |
| ----- | --------------------- | --------------------------------------------------------- | ----------------------------- | ---------- |
| 2014  | 27th Grimae Awards    | Meilleur acteur                                           | Lee Jong-suk                  | Lauréat    |
| 2014  | 2014 SBS Drama Awards | Prix d'excellence en haut, acteur dans un drame spéciale  | Lee Jong-suk                  | Nomination |
| 2014  | 2014 SBS Drama Awards | Prix d'excellence en haut, actrice dans un drame spéciale | Park Shin-hye                 | Lauréat    |
| 2014  | 2014 SBS Drama Awards | Prix de l'artiste dans le top 10                          | Lee Jong-suk                  | Lauréat    |
| 2014  | 2014 SBS Drama Awards | Prix de l'artiste dans le top 10                          | Park Shin-hye                 | Lauréat    |
| 2014  | 2014 SBS Drama Awards | Prix spécial de SBS                                       | Lee Jong-suk                  | Lauréat    |
| 2014  | 2014 SBS Drama Awards | Nouvelle récompense de l'artiste                          | Kim Young-kwang               | Lauréat    |
| 2014  | 2014 SBS Drama Awards | Nouvelle récompense de l'artiste                          | Lee Yu-bi                     | Lauréat    |
| 2014  | 2014 SBS Drama Awards | Attribution de popularité de Netizen                      | Lee Jong-suk                  | Nomination |
| 2014  | 2014 SBS Drama Awards | Attribution de popularité de Netizen                      | Park Shin-hye                 | Nomination |
| 2014  | 2014 SBS Drama Awards | Meilleur couple prix                                      | Lee Jong-suk et Park Shin-hye | Lauréat    |